# Seznam vojaških operacij
Krovni seznam vojaških operacij.

## Seznam
- seznam vojaških operacij prve svetovne vojne
- seznam vojaških operacij druge svetovne vojne
- seznam vojaških operacij hladne vojne
- seznam vojaških operacij novejše zgodovine
- seznam specialnih vojaških operacij
- seznam obveščevalnih operacij